# 정찰기

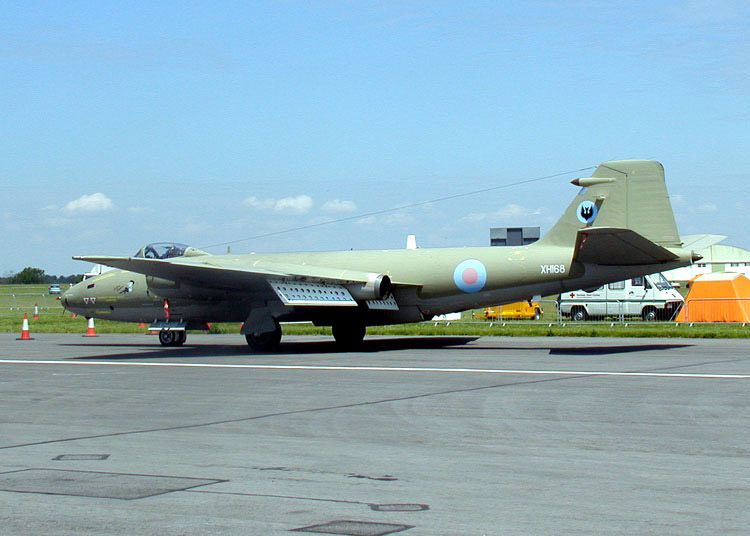
영국의 정찰기 일렉트릭 캔버라 PR.9

정찰기(偵察機, 영어: Reconnaissance aircraft)는 적의 활동을 관찰하기 위해 사용되는 군용 비행기이다. 주로 무장을 하지 않는다.

## 역사
1912년 10월 16일 불가리아의 Albatros 비행기는 전장에서 유럽 최초의 정찰비행을 수행했다.

## 현재 사용
이스라엘, 미국, 남아프리카공화국 등 많은나라에서 다수의 UAV(Unmanned aerial vehicle)정찰기가 최근에 실전배치되었거나 개발중에 있다.
현재 개발중에 있는 것은 많지만, 그중에서도 U-2기를 닮은, 고고도 제트추진 비행기인 RQ-4 글로벌 호크와 좀 작은, 중고도의 RQ-1 프레데터가 있다. 슈바이처 항공은 경량 헬기의 원격조종버전으로 개발중이다.
전 세계의 대부분의 공군은 전용 정찰기가 부족하다. 그래서 전투기나 수송기에 정찰카메라를 부착해서 사용한다.

## 정찰기의 형태

### 기존 항공기의 개조
가장 흔한 형태이다. 기존의 전투기를 개량하거나 별도의 고해상도 카메라를 장착한 정찰용 포드를 기존 전투기의 동체 하부에 장착하여 확보 가능하다. 제2차 세계 대전 이전에는 특별한 장비없이 소형 항공기나 복좌형 전투기의 후방석에 카메라를 가진 사진사가 탑승하여 목표물 내지는 목표 해역(지역)을 촬영하곤 했다. 이러한 형태의 정찰기는 고가의 개조 비용을 들이지 않고 값싸게 갖출 수 있고 또 기존에 보유 중인 전투기와 보급 및 부품, 창정비를 공유함으로써 운용 유지 비용도 절약할 수 있다는 장점이 있어 여전히 중요한 비중을 차지한다. 대표적인 기종은 다음과 같다.
RB-47H
RF-4C
Mig-25R
제네럴 더이내믹스 RF16

### 무인 항공기
무인 항공기는 이스라엘군이 베카 계곡 전투에서 사용한 이래 기체가 작아 적의 대공방어망 회피에 유리하고, 대형 전투기가 접근할 수 없는 곳도 접근할 수 있다는 등의 장점으로 인해 선진국에서 채용이 늘고 있다. 자세한 것은 무인 항공기 문서를 참조하라.

### 전문 정찰기
처음부터 전투용이 아닌 정찰 전용기로 개발된 형태이다. 미국의 SR-71과 U-2 등이 있다.

### 전자전 첩보기
앞서 언급된 정찰기들이 모두 고해상도 카메라를 이용하여 항공 사진을 촬영하는 것에 반해 전자전 첩보기는 적군의 통신 및 레이다 주파수에 대한 정보를 수집하는 임무를 수행한다. 적군의 전자 정보(ELINT)를 수집함으로써 효과적인 대응책을 수립하기 위한 기본 자료를 정보부서에 제공하며, 적의 통신망을 감청하는 임무도 수행한다. 이러한 항공기들은 대부분은 편제 상으로는 정규군에 편제되어도 실제 작전 운용은 해당국의 정보부서에서 관할하는 경우가 많다.
대표적인 기종으로 미국의 RC-135(동해에서 북한 공군에 의해 격추된 적이 있다), EP-3(지난 2001년 중국 공군의 F-8II 전투기와 충돌한 기체이다) 등이 있다. 이들의 공통점은 중형 수송기를 개조한 것들이라는 점이다. 장시간 항공 체류를 하여 적의 정보를 수집할 필요성이 있기 때문에 적당한 항속거리와 체공능력을 가졌으면서도 지나치게 큰 크기의 항공기를 회피한 결과이다. RC-135의 원형인 C-135도 수송기이며, EP-3에 사용된 기체는 P-3 오라이언 대잠전기를 전자전 용도로 개조한 것이다.
(한편, 첩보기 외에 동일한 목적으로 중대형의 배를 운용하는 경우도 있으나 이 문서에서는 제외하도록 한다.)
- 미국 - EP-3

- 미국 - RC-135

- 일본 - EC-1

## 정찰기의 종류
- 전략정찰기와 전술정찰기
- 유인정찰기와 무인정찰기

## 같이 보기
- U-2 : 미국 록히드 마틴의 고고도 유인 정찰기
- 이단 : 이스라엘 IAI의 무인 고고도 장기체공 정찰기(HALE)
- 프레데터 : 미국의 무인 중고도 장기체공 정찰기(MALE)
- 헤론 : 이스라엘 IAI의 무인 중고도 장기체공 정찰기(MALE)
- RQ-2 파이오니어
- RQ-4 글로벌 호크
- 비조
- 서처 II
- 금강정찰기
- 백두정찰기
- AWACS
- Treaty on Open Skies